# Bādemjān
Bādemjān (persiska: بادِمجان, بَيِنجان, بادمجان) är en ort i Iran.   Den ligger i provinsen Kurdistan, i den nordvästra delen av landet, 500 km väster om huvudstaden Teheran. Bādemjān ligger 1 839 meter över havet och antalet invånare är 249.
Terrängen runt Bādemjān är huvudsakligen kuperad. Bādemjān ligger nere i en dal. Runt Bādemjān är det ganska glesbefolkat, med 50 invånare per kvadratkilometer. Närmaste större samhälle är Mīradeh, 19,0 km nordväst om Bādemjān. Trakten runt Bādemjān består i huvudsak av gräsmarker.